# Dennis Koslowski
Dennis Koslowski (n. 16 august 1959, Watertown⁠(d), Dakota de Sud, SUA) este un luptător ce a reprezentat Statele Unite ale Americii, medaliat olimpic. A participat la 2 ediții ale Jocurilor Olimpice (1988, 1992) în care a câștigat o medalie de argint și o medalie de bronz.